# Municipio de Passport
El municipio de Passport (en inglés: Passport Township) es un municipio ubicado en el condado de Ward en el estado estadounidense de Dakota del Norte. En el año 2010 tenía una población de 46 habitantes y una densidad poblacional de 0,49 personas por km².

## Geografía
El municipio de Passport se encuentra ubicado en las coordenadas 48°20′00″N 101°51′47″O / 48.33333, -101.86306. Según la Oficina del Censo de los Estados Unidos, el municipio tiene una superficie total de 94.54 km², de la cual 86,54 km² corresponden a tierra firme y (8.47 %) 8 km² es agua.

## Demografía
Según el censo de 2010, había 46 personas residiendo en el municipio de Passport. La densidad de población era de 0,49 hab./km². De los 46 habitantes, el municipio de Passport estaba compuesto por el 100 % blancos. Del total de la población el 0 % eran hispanos o latinos de cualquier raza.